# Alex Pullin
Alex Pullin (* 20. September 1987 in Mansfield; † 8. Juli 2020 in Gold Coast) war ein australischer Snowboarder.

## Werdegang
Pullin nahm von 2002 bis 2007 vorwiegend an FIS-Rennen teil. Bei den Snowboard-Weltmeisterschaften 2005 in Whistler belegte er den 54. Platz im Snowboardcross. Sein erstes Weltcuprennen fuhr er im Februar 2007 in Furano, welches er auf dem 18. Platz beendete. Bei den Snowboard-Weltmeisterschaften 2007 in Arosa kam er auf den 26. Platz. Im April 2007 gewann er Bronze im Snowboardcross bei den Juniorenweltmeisterschaften in Bad Gastein. Zu Beginn der Saison 2007/08 erreichte er in Valle Nevado mit dem achten Rang im Snowboardcross sein erstes Top-10-Resultat im Weltcup. Im Februar 2008 schaffte er in Gujo-Gifu mit dem dritten Platz seine erste Podestplatzierung. Bei seiner ersten Olympiateilnahme 2010 in Vancouver erreichte er den 17. Platz im Snowboardcross. Im März 2010 holte er in Valmalenco seinen ersten Weltcupsieg. In der Saison 2010/11 gewann er mit je einen dritten, zweiten und ersten Platz erstmals den Snowboardcross-Weltcup. Beim Saisonhöhepunkt, den Snowboard-Weltmeisterschaften 2011 in La Molina, wurde er Weltmeister im Snowboardcross. Zu Beginn der Saison 2012/13 errang er zwei zweite Plätze im Snowboardcross. Bei den Snowboard-Weltmeisterschaften 2013 in Stoneham wurde er erneut Weltmeister im Snowboardcross. Im März 2013 gewann er zwei Weltcuprennen in Arosa und Veysonnaz und beendete die Saison auf dem ersten Platz in der Snowboardcrossgesamtwertung. Bei den Olympischen Winterspielen 2014 in Sotschi kam er auf den 13. Platz im Snowboardcross.
Bei den Snowboard-Weltmeisterschaften 2015 belegte Pullin am Kreischberg den sechsten Rang. Im März 2015 siegte er in Veysonnaz und belegte in La Molina den dritten Platz. Die Saison 2014/15 beendete er auf dem zweiten Platz im Snowboardcross-Weltcup. In der folgenden Saison kam er im Weltcup sechsmal unter die ersten Zehn. Dabei wurde er Dritter in Feldberg und siegte in Baqueira-Beret. Bei den Winter-X-Games 2016 holte er die Silbermedaille.
Zum Saisonende belegte er den fünften Platz im Snowboardcross-Weltcup. In der Saison 2016/17 siegte er in Feldberg und belegte in Montafon und in Veysonnaz jeweils den dritten Platz. Beim Saisonhöhepunkt den Snowboard-Weltmeisterschaften 2017 in Sierra Nevada holte er die Bronzemedaille im Einzel und errang zusammen mit Adam Lambert den neunten Platz im Teamwettbewerb. Die Saison beendete er auf dem vierten Platz im Snowboardcross-Weltcup. In der Saison 2017/18 erreichte er mit zwei ersten und einem dritten Platz den dritten Platz im Snowboardcross-Weltcup. Bei den Olympischen Winterspielen 2018 in Pyeongchang belegte er am 15. Februar den sechsten Rang im Snowboardcross. In der Saison 2018/19 errang Pullin mit drei Top-Zehn-Platzierungen den siebten Platz im Snowboardcross-Weltcup. Bei den Snowboard-Weltmeisterschaften 2019 in Park City wurde er Neunter.
Pullin startete seit 2008 ebenfalls im Australia New Zealand Cup. Dabei holte er 15 Siege und gewann 2008, 2010, 2011, 2014, 2015, 2016, 2017 und 2018 die Gesamtwertung.
Alex Pullin kam am Morgen des 8. Juli 2020 bei einem Tauchunfall beim Speerfischen an einem künstlichen Riff nahe Palm Beach, einem Stadtteil von Gold Coast in Queensland, ums Leben.

### Trivia
Seine Lebensgefährtin Ellidy Vlug ließ sich nach seinem Tod Sperma des Verstorbenen einsetzen. Das Kind wurde am 25. Oktober 2021 geboren.

## Erfolge

### Olympische Spiele
|                  | Disziplin    | Platz |
| ---------------- | ------------ | ----- |
| Vancouver 2010   | Boardercross | 17.   |
| Sotschi 2014     | Boardercross | 13.   |
| Pyeongchang 2018 | Boardercross | 6.    |

### Weltmeisterschaften
- Kreischberg 2003: 49. Snowboardcross, 51. Parallel-Riesenslalom, 56. Parallelslalom
- Whistler 2005: 54. Snowboardcross
- Arosa 2007: 26. Snowboardcross
- Gangwon 2009: 20. Snowboardcross
- La Molina 2011: 1. Snowboardcross
- Stoneham 2013: 1. Snowboardcross
- Kreischberg 2015: 6. Snowboardcross
- Sierra Nevada 2017: 3. Snowboardcross, 9. Snowboardcross Team
- Park City 2019: 9. Snowboardcross

### Weltcupsiege und Weltcup-Gesamtplatzierungen
Weltcupsiege 
| Nr. | Datum              | Ort                  |
| --- | ------------------ | -------------------- |
| 1.  | 12. März 2010      | Chiesa in Valmalenco |
| 2.  | 25. März 2011      | Arosa                |
| 3.  | 9. März 2013       | Arosa                |
| 4.  | 16. März 2013      | Veysonnaz            |
| 5.  | 15. März 2015      | Veysonnaz            |
| 6.  | 20. März 2016      | Baqueira-Beret       |
| 7.  | 12. Februar 2017   | Feldberg             |
| 8.  | 9. September 2017  | Bariloche            |
| 9.  | 10. September 2017 | Bariloche            |

Weltcup-Gesamtplatzierungen 
| Saison  | Platz | Punkte |
| ------- | ----- | ------ |
| 2006/07 | 30.   | 340    |
| 2007/08 | 13.   | 1892   |
| 2008/09 | 13.   | 1994   |
| 2009/10 | 2.    | 3120   |
| 2010/11 | 1.    | 3270   |
| 2011/12 | 14.   | 1460   |
| 2012/13 | 1.    | 4550   |
| 2013/14 | 53.   | 130    |
| 2014/15 | 2.    | 1700   |
| 2015/16 | 5.    | 3163,2 |
| 2016/17 | 4.    | 3390   |
| 2017/18 | 3.    | 5306   |
| 2018/19 | 7.    | 1570   |
| 2019/20 | 41.   | 134,3  |